# 꽃할머니
《꽃할머니》는 2010년에 출간된 대한민국의 그림책으로, 위안부 피해자인 심달연 할머니의 증언을 토대로 만들어진 작품이다. 태평양 전쟁 시기인 1940년에 13살의 나이로 일본군에 끌려가 고초를 겪고, 전쟁이 끝난 뒤엔 버려진 채 떠돌다 누군가의 도움으로 고국으로 돌아왔지만, 몸도 마음도 망가지고 기억도 잃은 채 세월을 보낸 이야기를 담고 있다. 작가는 권윤덕.
2005년 일본 작가들의 제안으로 시작된 한중일 공동 그림책 프로젝트 '평화 그림책'의 첫번째 작품으로, 나머지 두 그림책과 함께 공동 출간될 예정이었으나 심달연 할머니의 건강 악화로 <꽃할머니>가 대한민국에서 먼저 출판되었다. 다큐멘터리 영화 <그리고 싶은 것>에서 작가 권윤덕의 그림책 제작 과정을 다루고 있다.